# 尼羅河女兒 (電影)
《尼羅河女兒》（英語：Daughter of the Nile）是一部1987年上映，由侯孝賢所導演的臺灣電影，由高捷與楊林主演，該電影延續侯孝賢前期作品的寫實風格，以居住在臺北市的少女林曉陽與其日常生活為主題，透過曉陽的生活呈現1980年代中後期的台灣都市風貌、轉變中的家庭與社會、青年女性面臨的困難，以及與古埃及《死者之書》中神話鬥爭之間的相似之處。
《尼羅河女兒》在1987年曾獲義大利都灵國際青年电影节評審特別獎，並參加2002年第四屆阿根廷布宜諾斯艾利斯國際獨立影展及2002年西班牙影展。2016年數位修復版入選第66屆柏林影展「柏林經典」單元。

## 劇情
1987年的台北公館，林曉陽白天在肯德基打工，晚上在夜校上課，喜歡幻想自己是日本漫畫《尼羅河女兒》的主角。林曉陽的母親和大哥已經過世，父親在台灣南部工作，她和讀國小的妹妹、愛賭大家樂的阿公、二哥曉方同住於蟾蜍山的住家。
二哥曉方常半夜溜出去當小偷，也跟阿三等人合夥開了星期五餐廳。曉陽也因此開始接觸夜生活，經常出入迪斯可舞廳或開車到海邊夜遊。她喜歡阿三，阿三卻愛上黑道大哥的女人明明。
阿三被黑道大哥的手下找上門來，受了槍傷。阿三想帶著明明逃亡，卻被擊斃。星期五餐廳因槍擊事件被警察查封，二哥叫曉陽把戶頭的錢都領出來還債，然後失蹤了。有天收音機裡傳來新聞，一名小偷在闖空門時被屋主發現，遭球棒擊中頭部而傷重不治。
二哥的逝世，證明了臺北的結局終將如巴比倫般沉淪。全片以公館郊區疏離昏暗的空景當中結束。
|  | 《聖經》上預言者耶利米曾預言，這城市將荒蕪……變成乾漠，變成荒野，變成無居民、無人子之地，神祕之都巴比倫。 |

## 演員列表
- 楊林 飾 林曉陽
- 高捷 飾 二哥林曉方
- 陽帆 飾 阿三
- 李天祿 飾 曉陽的阿公
- 吳念真 飾 老師
- 游安順 飾 曉陽的同學
- 蔡燦得 飾 妹妹林曉薇
- 崔福生 飾 曉陽的父親
- 辛樹芬 飾 小芬
- 薛志正[6]
- 陳淑芳
- 黃瓊瑤
- 田薇薇
- 游靜娟
- 薛志正
- 陳建文
- 楊子培
- 仇為一
- 張文宗
- 顏任桂香
- 朱有成
- 雷國威

## 製作
1987年，侯孝賢在執導《戀戀風塵》後奠定個人創作的風格與自信，成為最受矚目的台灣導演。此時由高凌風創立的唱片公司「綜一公司」向其提出《尼羅河女兒》的企劃案，並隨即開始進行了電影的製作及拍攝。在電影拍攝時，綜一公司為旗下當紅歌手楊林與陽帆擔任《尼羅河女兒》的主演，並由楊林演唱的該片同名主題曲，該歌曲則是由電影編劇朱天文作詞，收錄在楊林的《純白》專輯中。
在《尼羅河女兒》拍攝完成與上映之間，1987年7月蔣經國政府宣布解嚴，侯孝賢隨即投入籌畫拍攝以臺灣白色恐怖為題材的《悲情城市》。然而《尼羅河女兒》的製作也意外開創侯孝賢作品的另一個起點：包括日後成為侯孝賢御用班底的高捷也藉由該作品首度登上大銀幕，擔綱主演。
在最初的電影審查中，《尼羅河女兒》曾遭行政院新聞局禁演，起因是片中吳念真演出的夜校教師因學生檢舉其言論失當而遭解聘，學生對此反駁灌輸黑色、黃色、紅色思想，他反駁道「這些都落伍了，現在流行綠色」。結尾以臺北為背景的空鏡頭僅直接配上了旁白，也遭複審委員建議修剪。侯孝賢在幾經溝通後同意折衷，在結尾另外加上一幕漫畫字卡，將整段旁白從城市的空景鏡頭挪後疊在漫畫上，才順利通過電影審查。
劇中登場的日本漫畫《尼羅河的女兒》，是日本漫畫家組合細川智榮子與芙〜みん的少女漫畫作品《王家的紋章》在台灣盜版書商翻譯的書名。然而，作品中的插圖是台灣漫畫家麥人杰的插圖。

### 製作團隊
- 導演：侯孝賢
- 出品人：蔡松林、王應傑
- 監製：呂文仁
- 製片：李憲章、張華坤
- 編劇：朱天文
- 攝影指導：陳懷恩
- 燈光：李亞東、王森
- 美術設計：劉志華、林鉅
- 造型設計：鄭建國
- 漫畫構成：麥仁杰
- 音樂：陳志遠、張弘毅
- 剪接：廖慶松
- 混聲：忻江盛
- 對白錄音：杜篤之
- 現場錄音：楊大慶
- 效果：孟麒良、胡定一、楊靜安、毛興國、謝揚嵩
- 海報設計：譚應龍
- 劇照：楊雅棠
- 故事：陳懷恩、江寶德、黃健和、王耿瑜
- 執行製片：張華福
- 製片助理：丁少白
- 副導：江寶德
- 助導：黃健和、王耿瑜
- 場記：施明揚
- 攝影助理：謝增堅、王晶文、劉長灝
- 燈光助理：張方城、張金勇、黃得勝
- 剪接助理：陳麗玉
- 場務領班：徐洪生
- 場務助理：岳賢輔、官財
- 化妝：張琴芳
- 梳妝：林瑩真、黃文心
- 服裝：李邱錦梅
- 道具：劉明樹、許書維、陳長興
- 木工：韋明智
- 電工：黃吉雄、周廷祿
- 字幕：環球電影字幕公司
- 冲印：綜合電影冲印有限公司
- 企劃：綜一股份有限公司

## 上映
《尼羅河女兒》最初於1987年10月在意大利都灵國際青年电影节上上映，侯孝賢因此獲得了國際故事片競賽的評審團特別獎。1988年1月在AFI Fest上放映。在台灣上映時，《尼羅河女兒》獲得不佳的票房成績，沒有獲得很好的口碑，侯孝賢本人似乎也對這部作品不滿意。
1988年期間，《尼羅河女兒》曾在坎城影展導演雙週，以及9月於多倫多國際電影節及紐約影展放映。1999年10月，這部電影作為侯孝賢回顧展的一部分由紐約電影選集檔案館放映。2000年10月，它在國家美術館和弗瑞爾藝廊的台灣電影回顧展上放映。
2002年4月，在阿根廷布宜諾斯艾利斯國際獨立影展放映，2005年在希臘塞萨洛尼基国际电影节放映。2006年12月，它作為侯孝賢回顧展的一部分在加拿大國家電影資料庫放映。
2016年9月26日，4K數位修復版本的《尼羅河女兒》於臺北市光點華山電影館上映。2017年5月，《尼羅河女兒》發布雙格式（藍光光碟和DVD-Video）家庭光碟。

## 評價
《Reverse Shot》的邁克爾·約書亞·羅文 (Michael Joshua Rowin)在其2008 年對《尼羅河女兒》的深入分析中寫道：「《尼羅河女兒》是侯孝賢最容易理解的電影之一，儘管這部電影從未在美國上映，也從未獲得家庭錄像發行，但它預示了侯後來在在美國發行的第一部電影《千禧曼波》中使用的主題，使《尼羅河女兒》重新被人注目的時機發展成熟。」他對此總結道：「《尼羅河女兒》的主題和直接意象將是侯孝賢的未來。』
《華盛頓郵報》在參與AFI Fest時曾對電影表現寫道：「侯孝賢的圓滑，使《尼羅河女兒》具有東西方交叉的吸引力。」
在紐約影展放映後，紐約時報的文森特·坎比曾表示這部電影：「說是異化，不如說是異化的一個例子。它是其他地方發生的革命產物。」1988年10月在芝加哥國際電影節播出時，《芝加哥太陽報》的勞埃德·薩克斯寫道：「台灣導演侯孝賢的《尼羅河女兒》近緩慢而勉強地揭露，並不容易描述。」

## 漫畫
台灣漫畫家曾正忠曾被侯孝賢應邀畫出跟導演的《尼羅河女兒》同名的漫畫版，編劇由朱天文擔任。

## 獎項
- 第24屆金馬獎最佳原著音樂（張弘毅）
- 1987年義大利都靈國際青年電影節評審委員特別獎

### 參展紀錄
- 1988年坎城影展導演雙週
- 2002年第4屆阿根廷布宜諾斯艾利斯國際獨立影展
- 2002年西班牙影展
- 2016年第66屆柏林影展「柏林經典」單元

## 外部連結
- 開眼電影網上《尼羅河女兒》的資料（繁體中文）
- 香港影庫上《尼羅河女兒》的資料（繁體中文）
- 时光网上《尼羅河女兒》的資料（简体中文）
- 豆瓣电影上《尼羅河女兒》的資料 （简体中文）
- 爛番茄上《尼羅河女兒》的資料（英文）
- AllMovie上《尼羅河女兒》的资料（英文）
- 互联网电影数据库（IMDb）上《尼羅河女兒》的资料（英文）

1. ↑  Chang, Sung-sheng. . . Columbia University Press. 2004: 176  [2009-06-07]. ISBN 9780231132343.
2. ↑  
Kasman, Daniel. . Senses of Cinema. 2006  [2009-06-07]. （原始内容存档于2009-03-07）.
3. ↑  Browne, Nick. . . Cambridge University Press. 1994: 151–158  [2009-06-07]. ISBN 9780521448772. Daughter of the Nile, Hsiao-hsien Hou.
4. ↑  Yip, June Chun. .  illustrated. Duke University Press. 2004: 222–229  [2009-06-07]. ISBN 9780822333678.